# منتخب سوريا لكرة القدم في الصالات
```
منتخب سوريا لكرة القدم في الصالات
 يمثل سوريا في مسابقات كرة القدم داخل الصالات الدولية ويسيطر عليه الاتحاد العربي السوري لكرة القدم يديره 
الاتحاد السوري لكرة القدم
.
```

## سجلات المشاركة
كأس العالم لكرة الصالات
- 1989-2016 "لم يشارك"

كأس آسيا لكرة الصالات
- 1999-2016 "لم يشارك"

دورة الألعاب الآسيوية
- 2005-2017 "لم يشارك"

بطولة غرب اسيا
- 2007"لم يشارك"
- 2009 "المركز الخامس "
- 2012 "لم يشارك"

كأس العرب
- 1998-2007"لم يشارك"
- 2008 "دور المجموعات "

### سجل المباريات والنتائج
| التاريخ | المنافس | النتيجة النهائية | النتيجة | المناسبة              |
| ------- | ------- | ---------------- | ------- | --------------------- |
| 2008    | ليبيا   | خسارة            | 2-17    | ودية                  |
| 2008    | ليبيا   | خسارة            | 3-20    | ودية                  |
| 2008    | مصر     | خسارة            | 0-8     | 2008 كأس العرب        |
| 2008    | تونس    | خسارة            | 3-5     | 2008 كأس العرب        |
| 2008    | الأردن  | خسارة            | 4-9     | 2008 كأس العرب        |
| 2009    | ليبيا   | خسارة            | 1-11    | 2009 كأس شمال افريقيا |
| 2009    | تونس    | خسارة            | 0-11    | 2009 كأس شمال افريقيا |
| 2009    | مصر     | خسارة            | 3-16    | 2009 كأس شمال افريقيا |
| 2009    | الأردن  | خسارة            | 1-4     | 2009 بطولة غرب آسيا   |
| 2009    | العراق  | خسارة            | 2-3     | 2009 بطولة غرب آسيا   |
| 2009    | لبنان   | خسارة            | 1-6     | 2009 بطولة غرب آسيا   |
| 2009    | البحرين | خسارة            | 4-7     | 2009 بطولة غرب آسيا   |
| 2010    | لبنان   | خسارة            | 1-4     | ودية                  |
| 2010    | لبنان   | خسارة            | 6-7     | ودية                  |